# Scytinopogon
Scytinopogon là một chi nấm thuộc họ Clavariaceae. Chi này được giới hạn bởi nhà nấm học Rolf Singer năm 1945, gồm 4 loài được tìm thấy ở châu Âu.